# Université de St. Lawrence
Ne doit pas être confondu avec Université Lawrence.
L'université de St. Lawrence (en anglais : St. Lawrence University) est une université privée américaine située à Canton, dans le comté de St. Lawrence, au nord de l'État de New York, anciennement affiliée à l'Église universaliste d'Amérique.